# Leda Planitia
Leda Planitia is een laagvlakte op de planeet Venus. Leda Planitia werd in 1982 genoemd naar Leda, een figuur uit de Griekse mythologie.
De laagvlakte heeft een diameter van 2890 kilometer en bevindt zich in het quadrangle Meskhent Tessera (V-3).